# Sibita (Cameroun)
Sibita est un village situé dans la région de l'Est du Cameroun et dans le département du Haut-Nyong. Il se trouve plus précisément dans l'arrondissement (commune) de Doumé et dans le quartier de Doumé ville.

## Population
En 2005, le village de Sibita comptait 1 159 habitants dont : 552 hommes et 607 femmes.

## Ethnies
Le village de Sibita abrite différentes ethnies. On retrouve les makas, les bakoums et les bakas. Mais ces dernières sont toutes de confession catholique.

## Éducation
Ce village dispose d'une école maternelle publique composée de trois classes ainsi qu'une école primaire publique composée de 2 classes pour les enfants de ces quartiers.

## Santé
Sibita dispose d'un centre de santé qui n'est pas entièrement construit et l'ensemble du personnel de santé n'a pas été formé, l'approvisionnement en médicament reste également difficile.

## Organisations sociales
Au sein de village se trouvent différentes organisations sociales. Il y a six groupes de solidarités, quatre associations religieuses et culturelles, deux associations de loisirs et sportives ainsi qu'un comité pour la gestion des forêts. Elles ont pour but l'amélioration du cadre de vie.